# Ebuliometria
Ebuliometria (ebulioskopia) – doświadczalna metoda wyznaczania masy cząsteczkowej różnych substancji na podstawie dokładnych pomiarów temperatury wrzenia roztworów słabych tych substancji w oparciu o prawo Raoulta. Badania ebuliometryczne przeprowadza się za pomocą specjalnego przyrządu zwanego ebuliometrem. Nazwa pochodzi z łacińskiego czasownika ebullire (wrzeć) i greckiego skopein (widzieć). Podwyższenie temperatury wrzenia roztworu ze wzrostem stężenia nielotnej substancji rozpuszczonej nosi nazwę efektu ebulioskopowego i jest jedną z właściwości koligatywnych roztworów.

## Sposób obliczania
W roztworze idealnym, zmiana temperatury wrzenia jest proporcjonalna do molalnego stężenia roztworu, zgodnie z równaniem:
{\displaystyle \Delta T_{b}=K_{b}m_{b},}
{\displaystyle \Delta T_{b}=T_{\text{b (roztwór)}}-T_{\text{b (czysty rozpuszczalnik)}},}
gdzie:
- {\displaystyle \Delta T_{b}} – zmiana temperatury wrzenia, zdefiniowane jako różnica temperatur wrzenia roztworu i czystego rozpuszczalnika,
- {\displaystyle K_{b}} – stała ebulioskopowa, zależna od własności rozpuszczalnika.

Stałą ebulioskopową można obliczyć:
{\displaystyle K_{b}={\frac {RT_{b}^{2}M_{b}}{\Delta H_{v}}},}
gdzie:
- {\displaystyle R} – stała gazowa,
- {\displaystyle T_{b}} – absolutna temperatura wrzenia czystego rozpuszczalnika,
- {\displaystyle M_{b}} – masa molowa rozpuszczalnika,
- {\displaystyle \Delta H_{v}} – molarne ciepło parowania rozpuszczalnika,
- {\displaystyle m_{B}} molalność roztworu, obliczone biorąc pod uwagę dysocjację, typowo używając tak zwanego czynnika van ’t Hoffa, {\displaystyle i{:}}

{\displaystyle m_{B}=m_{\text{roztwór}}\cdot i.}
Czynnik {\displaystyle i} odpowiada za liczbę cząstek (typowo jonów) powstałych w roztworze z jednej molekuły substancji rozpuszczonej. Na przykład:
- {\displaystyle i=1\,{}} dla cukru w wodzie,
- {\displaystyle i=2\,{}} dla chlorku sodu w wodzie (ponieważ NaCl w pełni dysocjuje na Na+ oraz Cl−),
- {\displaystyle i=3\,{}} dla chlorku wapnia w wodzie (CaCl2 dysocjuje na Ca2+ i 2Cl−).

### Stała ebulioskopowa
Wartość stałej ebulioskopowej {\displaystyle K_{b}} dla wybranych rozpuszczalników:
| Substancja          | Temp. wrz. | Stała ebulioskopowa Kb |
|                     | [°C]       | [K·kg·mol−1]           |
| ------------------- | ---------- | ---------------------- |
| kwas octowy         | 118,1      | 3,07                   |
| benzen              | 80,1       | 2,53                   |
| dwusiarczek węgla   | 46,2       | 2,37                   |
| czterochlorek węgla | 76,8       | 4,95                   |
| naftalen            | 217,9      | 5,8                    |
| fenol               | 181,75     | 3,04                   |
| woda                | 100        | 0,512                  |